# Tito Martínez del Box
Tito Martínez Del Box (Buenos Aires, Argentina; 29 de diciembre de 1905- Ibidem; 6 de septiembre de 1987) fue un famoso actor, humorista, libretista, conductor y director argentino nacionalizado venezolano.

## Carrera
Se inició en teatro en la obra de 1936, Los Bohemios, dirigida y protagonizada por Mario Pugliese, junto con la orquesta de Horacio Pettorossi y  las cantantes Susana Ortiz y Ana María Pugliese.
Fue un pionero director y conductor radial de programas orientados al periodismo deportivo y al entretenimiento. Se inició en la radio y la música en la emisora Radio Brusa, como ejecutante del banjo dentro de la orquesta argentina New Jazz Band. Cuando la orquesta fue disuelta, vendió su instrumento y pensó en no regresar al medio radial. Sin embargo, como su residencia se hallaba a media cuadra de la emisora LRA Radio Nacional pudo convencer a Jaime Yanquelevich para transmitir partidos de fútbol, se convirtió en pionero de esta actividad pues fue el primer periodista en realizar la narración del primer partido de fútbol argentino, transmitido por radio, desde la cancha y utilizando la línea telefónica, partido disputado entre los equipos Sportivo Barracas y Estudiantil Porteño.
La repercusión de estos relatos fue tal que Martínez del Box ante una mínima insinuación no tuvo ningún inconveniente en empezar a transmitir boxeo, en especial las peleas del ídolo del momento, Justo Suárez y de Vittorio Venturi.
De su labor radial se recuerda el programa cómico La Caravana del Buen Humor, que en 1944, se llamó La Gran cruzada del buen humor con libretos de Máximo Aguirre, junto con Guillermo Rico, Zelmar Gueñol, Nelly Láinez, Juan Carlos Cambón, Rafael Carret y Jorge Luz.
En 1939 dirigió el programa Gran Pensión El Campeonato, emitido por Radio Belgrano, con libretos de Enrique Dátilo  y la participación de Antonia Volpe ("Doña Asociación"), Félix Mutarelli ("Pedrín el Fainero"), Tino Tori ("Millonario"), Roberto Fugazot ("Don Lorenzo") y  Zelmar Gueñol ("Académico García"). Este programa le dio orígenes a varios cancionistas argentinos como fue  Héctor Gagliardi. También fue el creador del programa Domingos Federal y La cabalgata del humor.
En 1954 creó por Radio Belgrano, el programa la Craneoteca de los genios, bajo los libretos del periodista, humorista y narrador uruguayo Arthur García Núñez "Winpi", junto a Tincho Zabala, Marianito Bauzá, Raquel Simari, Bordignón Olarra y como conductor Jorge Paz. Fue el director del Primer Telenoticioso Argentino que salió al aire en 1954 por Canal 7 y conducido por Carlos D'Agostino. Inauguró  en 1956 el programa periodístico Canal 7 informa.
A Venezuela llegó en 1959 contratado por el desaparecido canal de televisión Radio Caracas Televisión para producir el espacio humorístico Radio Rochela que se inició como segmento del programa meridiano El Show de las Doce, después llamado El Show de Saume, junto con Cayito Aponte, Charles Barry, Elisa Parejo, José Cadavieco, César Granados (Bólido), Beto Parra, Manolo Malpica, su hijo Eduardo Martínez del Box, Américo Navarro, Juan Ernesto López (Pepeto), entre otros.
En 1960 produjo Radio Rochela para Radio Caracas Radio junto con algunos de los artistas del espacio televisivo.  En 1964 creó el Show de Joselo en la que era la principal figura el actor cómico venezolano Joselo. Unos pocos años después, debido a un problema contractual con Radio Caracas Televisión, Tito Martínez del Box se marcha junto con algunos integrantes del elenco de Radio Rochela, al canal 8 Corporación Venezolana de Televisión y continúa su labor humorística en el espacio televisivo “El programa sin nombre” y luego en “Chisparates” cuando la planta televisiva fue adquirida por el Estado Venezolano y la denominó Venezolana de Televisión.
En 1968, Tito Martínez del Box y el productor radial venezolano Oswaldo Yépez coincidieron en un proyecto radial que diera una impresión innovadora para Venezuela. El 15 de mayo de 1968, con una inversión inicial de un 1 millón de bolívares aportados por el empresario Radamés Lebrón compraron en Caracas la estación de Amplitud Modulada "La Voz de la Patria" propiedad del religioso venezolano Monseñor Jesús María Pellín y la rebautizaron como Radio Capital.
Después de los años 70, se retiró de la producción y dirección de Radio Rochela, regresando a su país. Volvería a Venezuela, a mediados de los años 80 para retomar la producción de dicho espacio, hasta que decidió retirarse de toda actividad y volver a Argentina, donde fallecería el 6 de septiembre de 1987.

## Filmografía
- 1937: Muchachos de la ciudad, como Enrique
- 1943: El fabricante de estrellas
- 1948: Cuidado con las imitaciones
- 1949: Imitaciones peligrosas[8]